# Urzonovití
Urzonovití (Erethizontidae, „stromoví dikobrazi“) je čeleď hlodavců z podřádu Hystricomorpha (dikobrazočelistných) infrařádu Hystricognathi. Zahrnuje se pět rodů s 16 druhy, které obývají Severní a Jižní Ameriku.
Podobají se dikobrazům, mají ale kratší ostny, které jsou v srsti většinou řídce rozmístěné. Jsou přizpůsobeni životu na stromech, kde se živí listy a další rostlinnou potravou. Často ale slézají na zem. Jsou více aktivní v noci než ve dne.

## Výskyt
Urzonovití obývají Severní Ameriku od pobřeží Severního ledového oceánu na Aljašce po severní Mexiko a dále Střední a Jižní Ameriku od jižního Mexika po Ekvádor a sever Argentiny.
V Severní Americe se vyskytují od oligocénu (starších třetihor) do současnosti, v jižní od pozdního pliocénu (konce třetihor) do současnosti.

## Taxonomie
Urzonovití se podle posledních poznatků dělí do pěti rodů:
podčeleď Chaetomyinae
- Chaetomys – koro – jeden druh obývá přímořské tropické lesy v Brazílii (severně od Rio de Janeira),

podčeleď Erethizontinae
- Coendou – kuandu – čtyři druhy obývající Jižní Ameriku,
- Echinoprocta – kuandu – jeden rod žijící v Jižní Americe,
- Erethizon – urzon – jeden druh obývá Severní Ameriku,
- Sphiggurus – kuandu – devět druhů žijících v Jižní Americe.

Pro rody Coendou, Echinoprocta a Sphiggurus nemáme jedinečný český název, a proto je všechny označujeme jako kuandu.

## Popis
Urzonovití jsou střední až velcí podsadití hlodavci. Tělo je 300–680 mm dlouhé, ocas měří 75–450 mm. Jednotlivé druhy váží 0,5 – 7 kg. Nejtěžší je urzon kanadský, u kterého mohou velcí samci dosáhnout údajně váhy až 18 kg. Některé chlupy jsou stejně jako u dikobrazů přeměněny v ostny, které jsou kratší než u dikobrazů. Na konci jsou posety mikroskopickými zpětnými háčky.
Nohy jsou krátké a přizpůsobené pohybu na stromech. Na předních mají všichni zástupci čeledi čtyři prsty, na zadních mají čtyři s výjimkou ursonů, kteří jich zde mají pět. Ocas je většinou kratší, jen kuandové z rodu Coendou jej mají dlouhý a chápavý. U urzonů je shora pokrytý ostny. Mají 20 zubů – jejich zubní vzorec je
- 1.0.1.3
- 1.0.1.3

## Způsob života

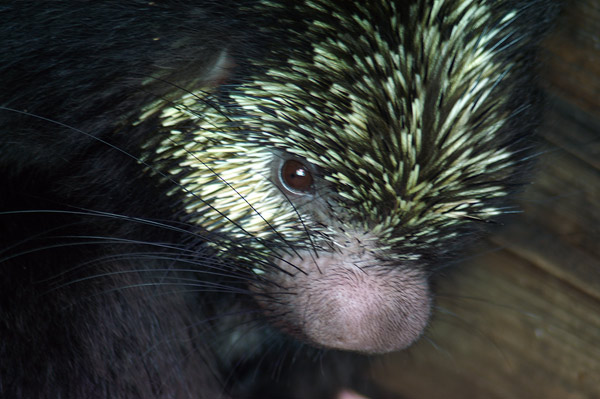
Hlava kuandu mexického (Sphiggurus mexicanus)

Všichni urzonovití jsou přizpůsobeni životu na stromech. Proto bývají někdy označováni jako „stromoví dikobrazi“. Nejsou však vázáni pouze na stromy – zvláště urzoni se v jehličnatých lesích vyskytují více na zemi. Všechny druhy si také svoje doupata hledají nebo staví jak na zemi, tak na stromech. Pokud jsou napadeni, brání se nejen tím, že útočníkovi vystavují zadní část těla s ostny, ale větší druhy se pokoušejí útočníka také udeřit.
Jsou to převážně noční zvířata, která však hledají potravu i ve dne. Živí se listy, kůrou, plody, květy a další rostlinnou potravou.
Mívají obvykle jen jeden vrh ročně, pouze druhy žijící v tropických oblastech mohou mít dva. V jednom vrhu mívají obvykle jen 1–2 mláďata, která se rodí vyvinutá a osrstěná s měkkými ostny, které jim nejpozději během několika dnů ztvrdnou. Při narození již mají otevřené oči a většina z nich umí hned lézt ve větvích.

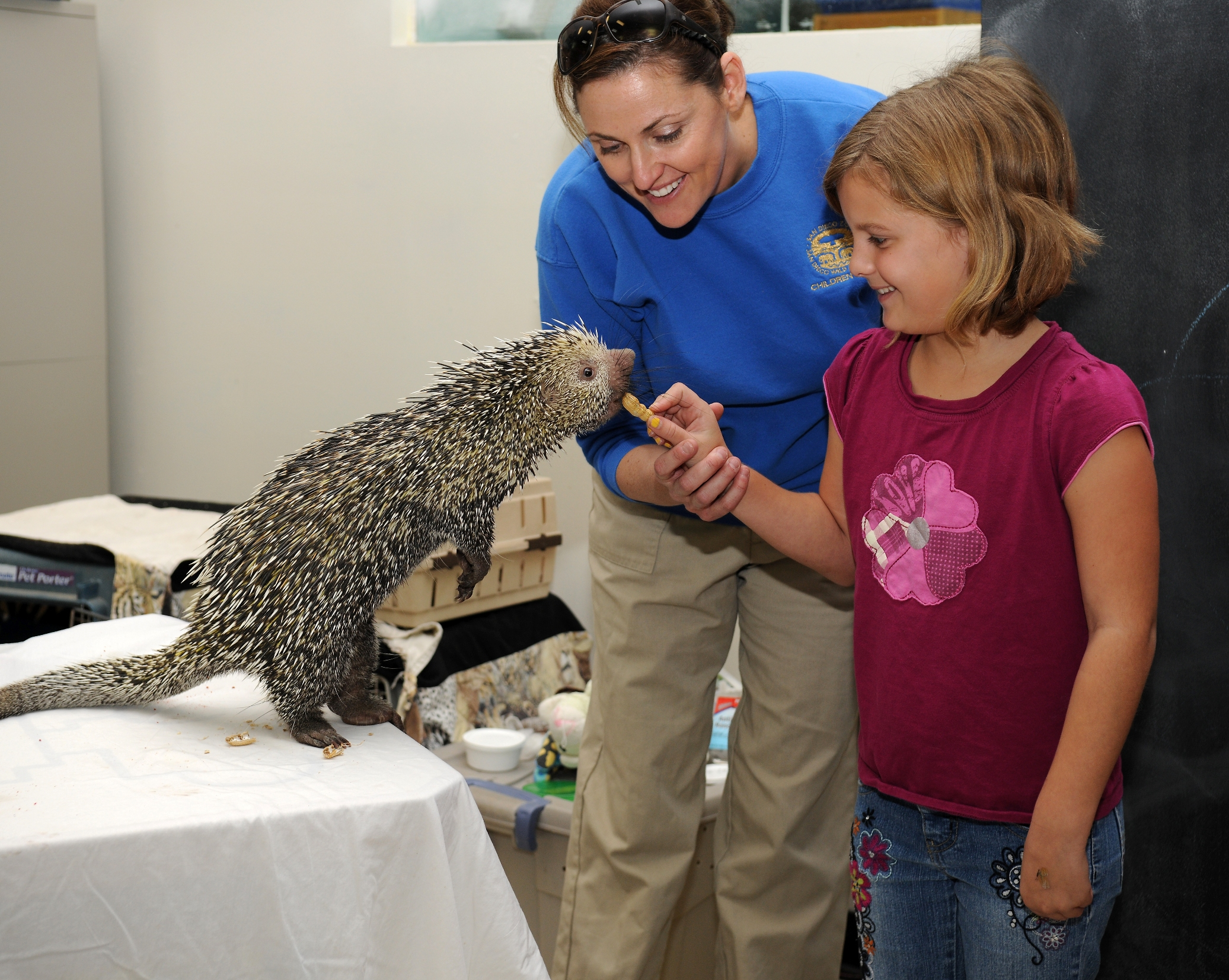
Mládě kuandu obecného (Coendou prehensilis)

Dožívají se téměř 20 let.

## Stupeň ohrožení
Podle výzkumů IUCN nejsou urzonovití zásadně ohroženi – většina druhů tohoto rodu je v červeném seznamu druhů vyhodnocena jako málo dotčený druh.
- Pouze koro štětinatý (Chaetomys subspinosus), obývající přímořské tropické lesy v Brazílii, je zařazen mezi zranitelné druhy.[6] Ohrožen je hlavně ztrátou jeho přirozeného lesního prostředí, především jeho přeměnou na kakaové plantáže. Je také loven pro maso. Jeho populace proto klesá.

Několik druhů však nemohlo být pro nedostatek údajů vyhodnoceno – například kuandu panamský (Coendou quichua) byl teprve v roce 2005 uznán jako samostatný druh. Proto je u 6 z 18 druhů jejich stupeň ohrožení označen jako „Chybí údaje“.